# Rochinia strangeri
Rochinia strangeri is een krabbensoort uit de familie van de Epialtidae. De wetenschappelijke naam van de soort is voor het eerst geldig gepubliceerd in 1973 door Serène & Lohavanijaya.